# Рутка дрібноцвіта
Рутка дрібноквіткова (Fumaria parviflora) — однорічна, бур'яниста, квіткова рослина родини руткові (Fumariaceae) яку часто розглядають як підродину родини макові (Papaveraceae).
Рослина з прямими стеблами. Листя стеблові, два-чотири рази розсічені на вузькі листочки, голі, сизуваті.
Має дрібні квітки тьмяно-білого кольору з фіолетовими кінчиками в простих кистях, зигоморфні (двосторонньо-симетричні). Віночок складається з двох зовнішніх пелюсток (одного верхнього — широкого, зі шпорцем, і одного нижнього — більш вузького) і двох внутрішніх однакових. Приквітки плівчасті, вузькі. Чашолистки — 2, яйцеподібні, швидко опадають. Тичинки — 2, що приросли до основи пелюсток. Зав'язь яйцеподібна.
Плід — округлий горішок з центральним гребінцем.
Широко поширена в Європі, Азії та Африці, але також росте у багатьох інших частинах світу.